# Smultronstället
Smultronstället (Fresas salvajes en España y México, Cuando huye el día en Argentina) es una película sueca de 1957 de género dramático con guion y dirección de Ingmar Bergman. El reparto incluye a Victor Sjöström, en la que sería su última aparición en el cine, como el personaje principal, y varios de los actores recurrentes en las películas de Bergman como Bibi Andersson, Ingrid Thulin, Gunnar Björnstrand y Max von Sydow. El cineasta escribió el guion poco después del estreno de El séptimo sello mientras estaba hospitalizado en Estocolmo.
En España fue traducida como Fresas salvajes. Sin embargo, Smultronstället no hace referencia únicamente a la fresa salvaje o silvestre —que sería la traducción literal del título— sino también al lugar y la fecha, la primavera, en los que crece.
La historia relata el viaje del anciano profesor Isak Borg desde Estocolmo a Lund en compañía de su nuera y tres jóvenes, y durante el cual reflexiona sobre la vida, la muerte y la existencia humana. Está considerada como una de las cintas más emocionales y optimistas del director sueco, tanto que el Vaticano la seleccionó como una de las cuarenta y cinco mejores películas de la historia del cine.
Smultronstället recibió los elogios de la crítica y obtuvo galardones como el Oso de Oro a la mejor película en el Festival de cine de Berlín y el Globo de Oro a la mejor película en lengua no inglesa, además de tener una candidatura al Óscar en la categoría de mejor guion original.

## Argumento

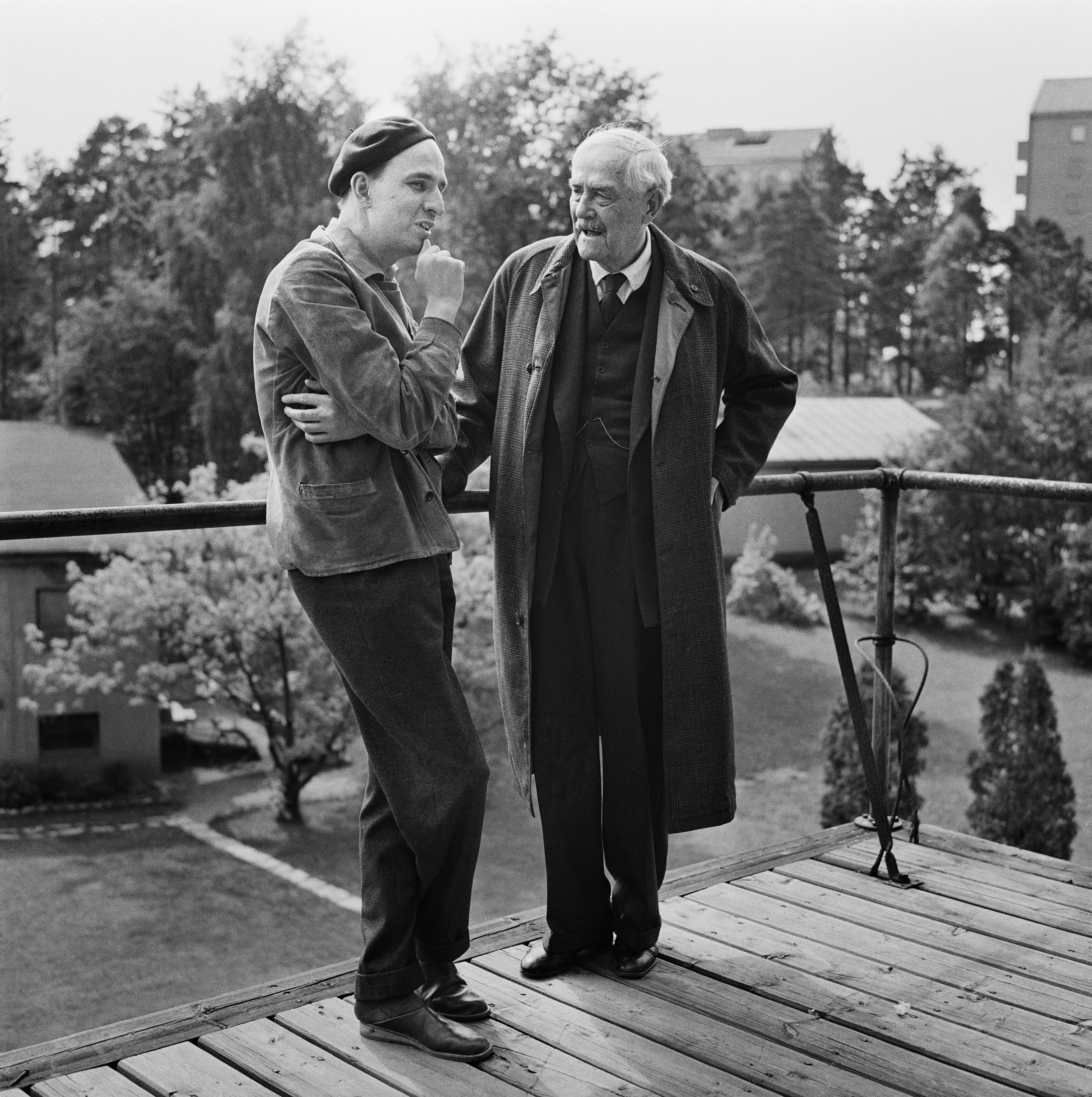
Ingmar Bergman y Victor Sjöström durante la filmación en julio de 1957.

El doctor Isak Borg (Victor Sjöström) es un profesor anciano que a sus 78 años debe acudir a la Universidad de Lund para la celebración de su nombramiento como doctor honoris causa. La noche antes de partir, el profesor sufre una pesadilla en la que se pierde en un barrio desierto en el que encuentra a un hombre de cara deforme y un coche fúnebre tirado por caballos que colisiona contra una farola. El vehículo transporta el cadáver del profesor, quien extiende su mano para sujetar a su doble, lo que provoca el fin del sueño. Una vez despierto, Borg decide realizar el viaje en coche en vez de en avión, como su ama de llaves, Agda (Jullan Kindahl), había organizado. Marianne (Ingrid Thulin), esposa de su hijo Evald y que llevaba unas semanas viviendo con él, decide acompañarle hacia Lund, donde reside.
Durante el trayecto, Marianne le recrimina por ser un egoísta, preocupado únicamente de sí mismo y al que su propio hijo odia. Tras escuchar sus reprimendas, Borg decide tomar otro camino y mostrarle una casa en la que residió con su familia durante los veranos de sus primeros veinte años de vida. Allí imagina una escena de su juventud, en la cual la protagonista es su prima y prometida Sara (Bibi Andersson), que se encuentra recogiendo fresas y que es galanteada por Sigfrid (Per Sjöstrand), uno de los hermanos de Isak. El sueño continúa en el interior de la casa, donde su familia celebra el cumpleaños del tío Aron (Yngve Nordwall). El protagonista despierta entonces de la ensoñación por una joven llamada Sara (también interpretada por Andersson) que se dirige a Italia en compañía de sus dos pretendientes, Anders (Folke Sundquist) y Viktor (Björn Bjelfvenstam), y que se unen al viaje.
Tras sufrir un leve accidente automovilístico con el matrimonio Alman (Gunnar Sjöberg y Gunnel Broström) y de repostar en la gasolinera de Henrik Åkerman (Max von Sydow), el cual agradece a Borg su trabajo como médico, el grupo se detiene para comer, momento en el cual Anders y Viktor discuten sobre la creencia en Dios. Tras la comida, el profesor aprovecha para visitar a su madre (Naima Wifstrand) junto a su nuera. La señora Borg recrimina a Marianne por no tener descendencia y no estar atendiendo a su esposo y le muestra a su hijo algunos objetos de su infancia y de sus hermanos, todos ellos ya fallecidos.
En el coche, el protagonista vuelve a tener otro sueño en el que Sara —su antigua prometida— le habla directamente, le reprocha ser un anciano a diferencia de ella y le anuncia que contraerá matrimonio con Sigfrid. Sara se aleja para recoger a uno de sus sobrinos y luego entra en una casa donde le espera Sigfrid. Isak se acerca a esta y tras golpear la puerta es recibido por el señor Alman quien lo acompaña hasta un aula donde lo examina. El profesor es incapaz de ver por un microscopio, desconoce el primer deber de un médico —pedir perdón— y certifica como muerta a una paciente viva. Ante tales sucesos, el señor Alman lo califica como incompetente y lo lleva al bosque donde contempla el adulterio de su mujer Karin (Gertrud Fridh) con un hombre (Åke Fridell). Ante la pregunta por su condena, Alman le dice a Isak que la de siempre: La soledad.
Tras despertar, Borg le relata a Marianne que desde hace un tiempo le acosan visiones que le anuncian que ya está muerto. Ella por su parte, le confiesa que a su marido le sucede lo mismo y le relata una conversación entre ambos durante la cual confiesa a Evald (Gunnar Björnstrand) que está embarazada y que quiere tenerlo. Evald muestra su disgusto y le da a elegir entre él o su hijo todavía no nacido, debido a que él tampoco fue un niño bien recibido por su familia. Tras su relato, Marianne le comenta a su suegro que el motivo de su regreso a casa se debe a que quiere tener a su hijo y que no va a someterse a las exigencias de Evald.
Los cinco viajeros llegan a la casa de Evald en Lund y al día siguiente acuden a la celebración por el doctorado. Esa misma noche los jóvenes le dedican al profesor una canción y tras despedirse, continúan su viaje hasta Italia. Mientras duerme, Borg es despertado por Evald y Marianne y decide tener una conversación con su hijo para que le comente qué sucederá con el matrimonio. Evald le confiesa que no puede vivir sin ella y que se someterá a su voluntad. La pareja se despide del anciano para salir a cenar, mientras este vuelve a tener otro sueño en el que Sara le acompaña hasta un lago donde su padre pesca y su madre está sentada, lo que le provoca una sonrisa al protagonista.

## Reparto
| - Victor Sjöström: Isak Borg. - Bibi Andersson: Sara. - Ingrid Thulin: Marianne Borg. - Gunnar Björnstrand: Evald Borg. - Jullan Kindahl: Agda. - Folke Sundquist: Anders. - Björn Bjelfvenstam: Viktor. | - Naima Wifstrand: Madre de Isak. - Gunnar Sjöberg: Sten Alman. - Gunnel Broström. Berit Alman. - Per Sjöstrand: Sigfrid Borg. - Gunnel Lindblom: Carlota Borg. - Gertrud Fridh: Karin Borg. - Max von Sydow: Henrik Åkerman. |

Fuente: IMDb

## Producción

### Orígenes

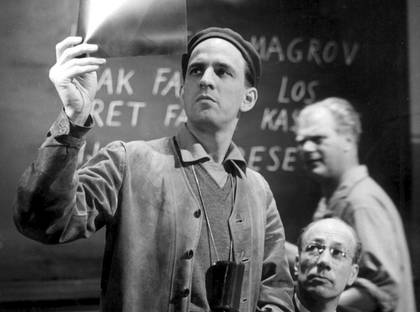
Bergman durante el rodaje de una de las escenas del largometraje.

Ingmar Bergman tuvo la idea para la película cuando paró en su ciudad natal, Upsala, durante un viaje de Estocolmo a Dalarna. Al llegar a casa de su abuela imaginó si podría abrir la puerta y encontrar en el interior todo como estaba durante su infancia. El propio director comentaría más tarde:

Se me ocurrió: ¿Podrías hacer una película sobre esto, que camines de manera real y que al abrir una puerta vuelvas a tu infancia y que al abrir otra vuelvas a la realidad y luego girar en una esquina de la calle y llegar a otro periodo de tu existencia? Esa era en realidad la idea tras Smultronstället.

Sin embargo, en su autobiografía Images: My Life in Film el cineasta comentó lo siguiente sobre su declaración anterior: «Eso es una mentira. La verdad es que yo siempre estoy viviendo en mi infancia».

### Desarrollo
Bergman escribió el guion en el Hospital universitario Karolinska de Estocolmo —lugar de trabajo del protagonista en el filme— en la primavera de 1957. El director permaneció en el hospital dos meses en tratamiento por sus problemas gástricos y por el estrés. Su médico fue su amigo Sture Helander, quien lo invitó a acudir a sus charlas sobre psicosomática y que estaba casado con Gunnel Lindblom, que interpretaría a Carlota Borg (la hermana de Isak). En aquellos momentos la carrera profesional de Bergman pasaba por un buen momento, pues era el director artístico del teatro principal de la ciudad de Malmö y disfrutaba del éxito de sus cintas Sonrisas de una noche de verano y El séptimo sello. Sin embargo, su vida personal estaba en completo desorden, ya que su tercer matrimonio pasaba por una crisis, su romance con Bibi Andersson se había deteriorado y su relación con sus padres, después de un intento de reconciliación con su madre, estaba en decaída.
La selección del reparto y la fase de preproducción fueron procesos muy rápidos. El guion quedó completado el 31 de mayo y la filmación tuvo lugar entre el 2 de julio y el 27 de agosto de 1957. La grabación de las escenas de la casa veraniega tuvo lugar en Saltsjöbaden, un centro turístico en el archipiélago de Estocolmo, mientras que la secuencia de la pesadilla se rodó en el casco antiguo de la ciudad, Gamla Stan; el resto de la película fue filmada en los estudios del Instituto Sueco del Cine, en Råsunda, a las afueras de Estocolmo.

### Casting

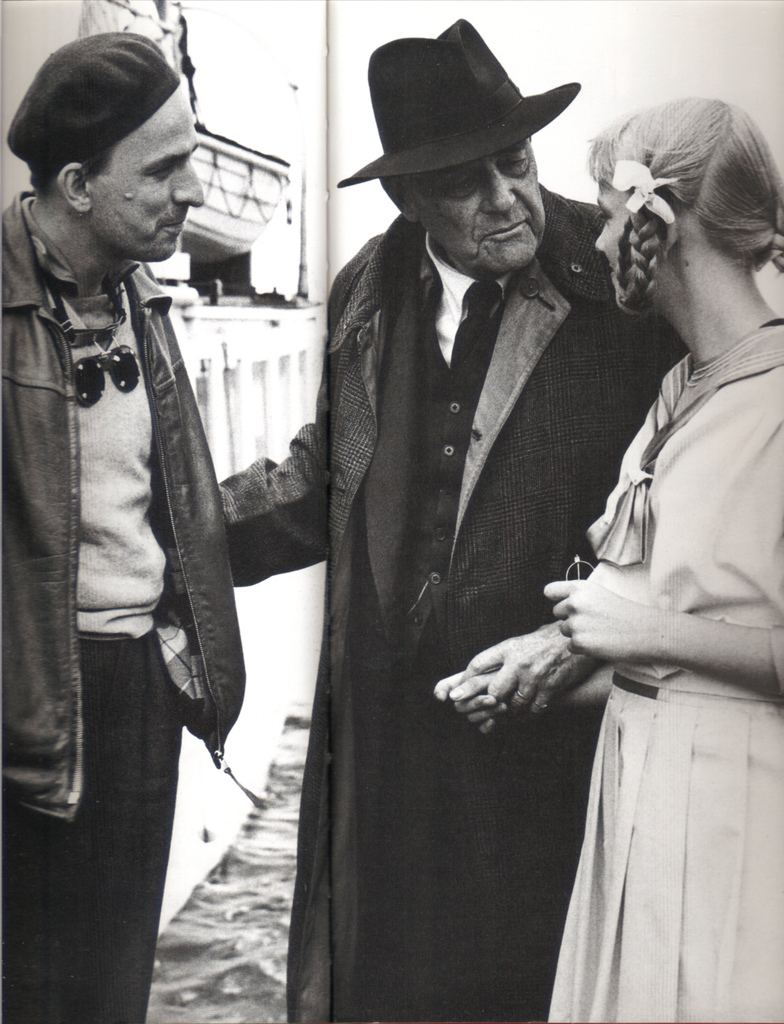
Bergman, su hija Lena y Sjöström en Råsunda, durante la filmación de algunas escenas.

La elección inmediata del director para el personaje principal fue Victor Sjöström, uno de sus ídolos del cine mudo y a quien ya había dirigido en Hacia la felicidad ocho años antes. En el libro Bergman on Bergman, el director indicó que pensó en Sjöström una vez que el guion estuvo terminado y que le pidió al productor Carl Anders Dymling que contactara con el actor. Posteriormente, en el libro Images: My Life in Film, comentó que la sugerencia de contratar a Sjöström fue del propio Dymling y se lo pensó «largo y tendido antes de aceptar».
Durante el rodaje, la salud de Sjöström, que por aquel momento tenía 77 años, fue motivo de preocupación. Dymling lo había persuadido para que asumiera el papel con las siguientes palabras: «Todo lo que tienes que hacer es acostarte debajo de un árbol, comer fresas silvestres y pensar en el pasado, así que no es algo demasiado difícil». Este comentario no estaba en lo cierto, ya que el actor apareció en todas las escenas de la película a excepción de una. Inicialmente, Sjöström tuvo problemas con sus frases, algo que le frustró y enfureció, y que le llevó a apartarse en un rincón y golpearse la cabeza contra la pared hasta provocarse hematomas. Para desahogar a su venerado mentor, Bergman hizo un pacto con la coprotagonista Ingrid Thulin para que, si algo saliese mal en alguna secuencia, ella misma asumiera la responsabilidad. Las cosas mejoraron cuando cambiaron los horarios de los rodajes para que el veterano actor pudiera llegar a casa a tiempo para tomarse su whisky de las cinco de la tarde.
Como era habitual, Bergman eligió para su equipo a actores y técnicos con los que ya había trabajado con anterioridad en el cine o el teatro. Bibi Andersson interpreta el doble papel de Sara, el amor de infancia del protagonista y una joven llena de energía que le recuerda a su amor perdido. Andersson, de 21 años y que mantenía en esos momentos una relación con el director, había aparecido en papeles secundarios en Sonrisas de una noche de verano y El séptimo sello, y posteriormente sería la protagonista de Persona. Por su parte, Ingrid Thulin, que asumió el papel de Marianne, la nuera de Borg, participaría más tarde en otros largometrajes del director como El rostro, Los comulgantes o Gritos y susurros. La primera esposa de Bergman, Else Fisher, realizó una breve intervención no acreditada como la madre de Borg en el flashback final y su hija Lena interpretó a una de las hermanas gemelas del protagonista.

## Recepción

### Respuesta de crítica y público
Smultronstället recibió una buena acogida entre los críticos. En el sitio web Rotten Tomatoes la película posee un 95 % de aceptación, con un total de cuarenta comentarios y con una calificación promedio de 8,9/10. En Internet Movie Database (IMDb) con una puntuación de 8,3/10 dada por el público —49 586 votantes—, ocupa el puesto 132 en el top 250, mientras que en FilmAffinity, tiene una calificación de 8,1/10, sobre la base de los votos de más de 15 000 usuarios.
Derek Malcolm, crítico cinematográfico de The Guardian, destacó que «lo que hace a la película grande es su cercanía a cada uno de nosotros y su insistencia casi cristiana sobre la posibilidad de la reconciliación y la redención» y comentó que «tiene una visión compasiva de la vida que ilustra el lado más optimista de Bergman». Bosley Crowther de The New York Times remarcó las interpretaciones de Thulin y Andersson, pero señaló que «es tan profundamente desconcertante que me pregunto si el propio Bergman sabía lo que estaba tratando de decir». Por su parte, Hal Erickson de Allmovie la calificó como una de las películas más accesibles del cineasta sueco y como una de las cintas europeas «más influyentes de su generación». Chuck Bowen de Slant Magazine escribió que en el final «no esperas una catarsis emocional convencional, ya que violaría el triste sentido de la vida de Borg (y Bergman)» y que «refleja la disposición provisional de Borg para comunicarse y pedir, sin excusa ni disculpa, el amor incondicional y el perdón. Y esa simple solicitud, en uno de los momentos más conmovedores de todo el cine, es finalmente concedida por el doppelgänger de Sara». Antonio Albert del diario El País comentó que el director «aprovecha el viaje de su protagonista para arrastramos con él al largo, hermoso y lúcido viaje por la vida, los temores, la fe, la familia y todo aquello que compone una existencia que se precipita hacia la muerte con el consiguiente revuelo del alma desasosegada». Tom Dawson de la BBC alabó «la magistral fotografía de Gunnar Fischer y la conmovedora actuación de Sjöström» y remarcó que «emerge como una de las películas más elegíacas y humanas del director sueco».

### Legado
A través de los años, la reputación de la película ha ido en aumento. En una encuesta de 2002 realizada por Sight & Sound, los directores Ken Loach y Jaco Van Dormael la situaron en su top 10 de los mejores largometrajes. Por su parte, el tabloide The Village Voice la colocó entre los 250 mejores largometrajes del siglo XX. En una entrevista en 1963, el cineasta Stanley Kubrick mencionó que Smultronstället era su segunda película favorita, mientras que Federico Fellini alegó en otra entrevista, ese mismo año, que era la única película de Bergman que había visto y que le fue suficiente para entender lo gran artista que era. La cinta sirvió como influencia para Otra mujer y Deconstructing Harry de Woody Allen. Por su parte, Steven Jay Schneider la incluyó en su libro de las 1001 películas que hay que ver antes de morir.
En 1995, con motivo del centenario de la invención del cine, el Vaticano estableció una lista con las mejores cuarenta y cinco películas. Smultronstället fue una de las incluidas por «el viaje interior de un hombre del dolor del pesar y la ansiedad, a un refrescante sentido de la paz y la reconciliación».

### Premios y nominaciones
Smultronstället recibió varios premios cinematográficos de prestigio. En 1958 ganó el Oso de oro a la mejor película en el Festival Internacional de Cine de Berlín. Ese mismo año, la cinta también obtuvo un premio Pasinetti en el Festival de Cine de Venecia. Al año siguiente consiguió las nominaciones a mejor película y mejor actor extranjero para Sjöström en los premios BAFTA, dos galardones en el Festival Internacional de Cine de Mar del Plata al mejor largometraje y al mejor actor y un premio Bodil a la mejor cinta europea. En 1960, consiguió un Globo de Oro honorífico a la mejor película extranjera y logró una nominación al Óscar en la categoría de mejor guion original.
| Premio                                                         | Categoría                 | Receptor(es)    | Resultado |
| -------------------------------------------------------------- | ------------------------- | --------------- | --------- |
| 8.ª edición del Festival Internacional de Cine de Berlín       | Oso de oro                | —               | Ganador   |
| 2ª edición del Festival Internacional de Cine de Mar del Plata | Mejor película            | —               | Ganador   |
| 2ª edición del Festival Internacional de Cine de Mar del Plata | Mejor actor               | Victor Sjöström | Ganador   |
| 12.ª entrega de los premios BAFTA                              | Mejor película            | —               | Candidato |
| 12.ª entrega de los premios BAFTA                              | Mejor actor extranjero    | Victor Sjöström | Candidato |
| 12.ª entrega del Premio Bodil                                  | Mejor película europea    | —               | Ganador   |
| 17.ª entrega del Globo de Oro                                  | Mejor película extranjera | —               | Ganador   |
| 32.ª entrega de los premios Óscar                              | Mejor guion original      | Ingmar Bergman  | Candidato |